# 대전초등학교 (청도군)
1. 넘겨주기 대전국민학교